# 新貝肇
新貝 肇（しんがい はじめ、1896年（明治29年）7月25日 - 1980年（昭和55年）1月9日）は、朝鮮総督府官僚。大分県副知事。

## 経歴
大分県宇佐郡天津村（現在の宇佐市）出身。宇佐中学校（現大分県立宇佐高等学校）、第四高等学校を卒業。1920年（大正9年）10月、高等試験行政科に合格し、翌年に東京帝国大学法学部政治科を卒業した。逓信省に入省したが、1922年（大正11年）朝鮮総督府に転じた。朝鮮総督府逓信局書記、同逓信副事務官、同事務官、逓信吏員養成所長、逓信局庶務課長、同経理課長、黄海道警察部長、江原道内務部長、警務局警務課長、総督官房人事課長を歴任。1937年（昭和12年）、全羅南道知事に就任し、咸鏡南道知事を経て、逓信局長・高等海員審判所長に転じた。1942年（昭和17年）より司政局長・中枢院書記官長を務めた。1943年（昭和18年）に退官し、その後、朝鮮有熛炭株式会社社長に就任した。
終戦後に東京で家庭裁判所調停委員などを務め、1956年（昭和31年）6月から1963年（昭和38年）1月まで木下郁大分県知事の元で副知事に在任した。1969年（昭和44年）にテレビ大分の初代社長に就任した。